# Erdmannsdorff (Adelsgeschlecht)

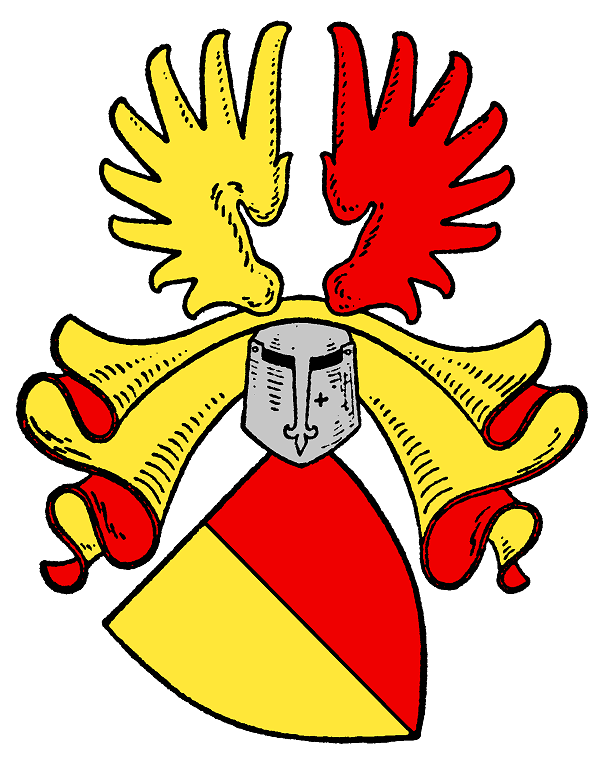
Wappen derer von Erdmannsdorff in Sachsen

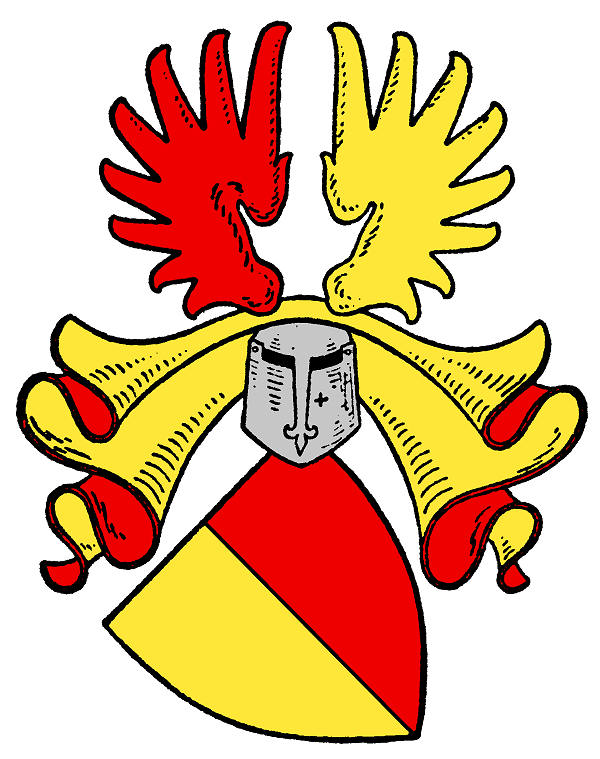
Wappen derer von Erdmannsdorff in Preußen und Brandenburg (Farben des Flugs vertauscht)

Erdmannsdorff, auch Erdmannsdorf, ist der Name eines alten sächsischen Adelsgeschlechts. Die Familie, deren Zweige zum Teil bis heute bestehen, gehört zum Uradel der Markgrafschaft Meißen und gelangte später auch in Brandenburg und der Oberlausitz zu Besitz und Ansehen. Auf Grund einer morganatischen Ehe führt eine Linie den Titel Graf bzw. Gräfin von Reina.

## Geschichte

### Herkunft
Erstmals urkundlich erwähnt wird das Geschlecht mit Wernherus de Ertmarisdorf am 30. März 1206. Erdmannsdorf, das namengebende Stammhaus, ist heute ein Ortsteil der Stadt Augustusburg im Landkreis Mittelsachsen im Erzgebirge. Die Ortschaft mit Herrensitz erscheint im Jahre 1206, im Zusammenhang mit Wernherus de Ertmarisdorf, erstmals urkundlich. Das Rittergut war noch bis zum Ende des 15. Jahrhunderts im Besitz der Erdmannsdorff.
Wernherus errichtete wahrscheinlich auch die Burg Nidberg bei Zöblitz. Nahebei ist die Familie auch 1299 in Forchheim und 1304 in Niederlauterstein auf Burg Lauterstein nachweisbar. Um die Wende vom 13. zum 14. Jahrhundert hatten die Herren von Erdmannsdorf ferner die Zschopauer Burg inne, die um 1545 zum heutigen Schloss Wildeck umgebaut wurde.
Die ununterbrochene Stammreihe der Familie beginnt erst 1480 mit Asmus von Erdmannsdorff auf Städteln und Gaschwitz (heute beides Ortsteile von Markkleeberg).

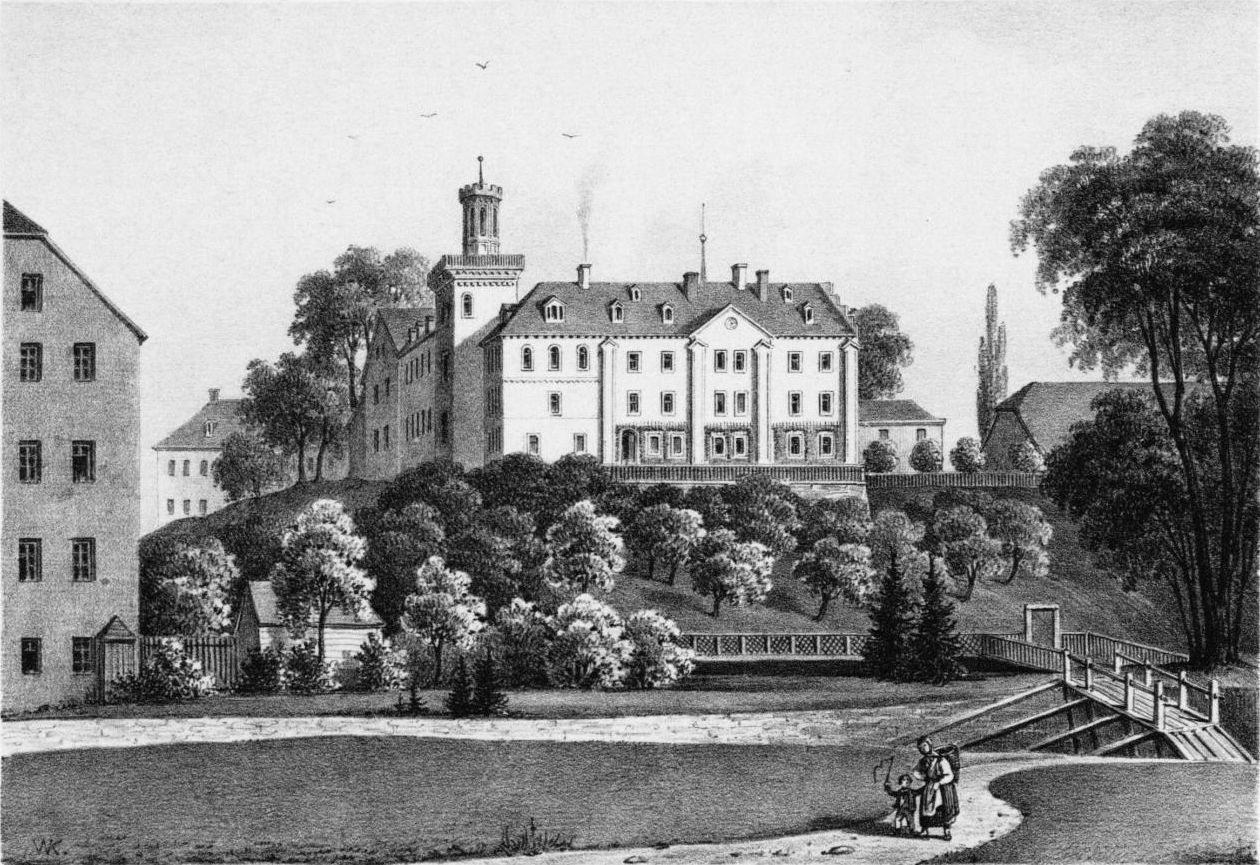
Schloss Erdmannsdorf (um 1859)
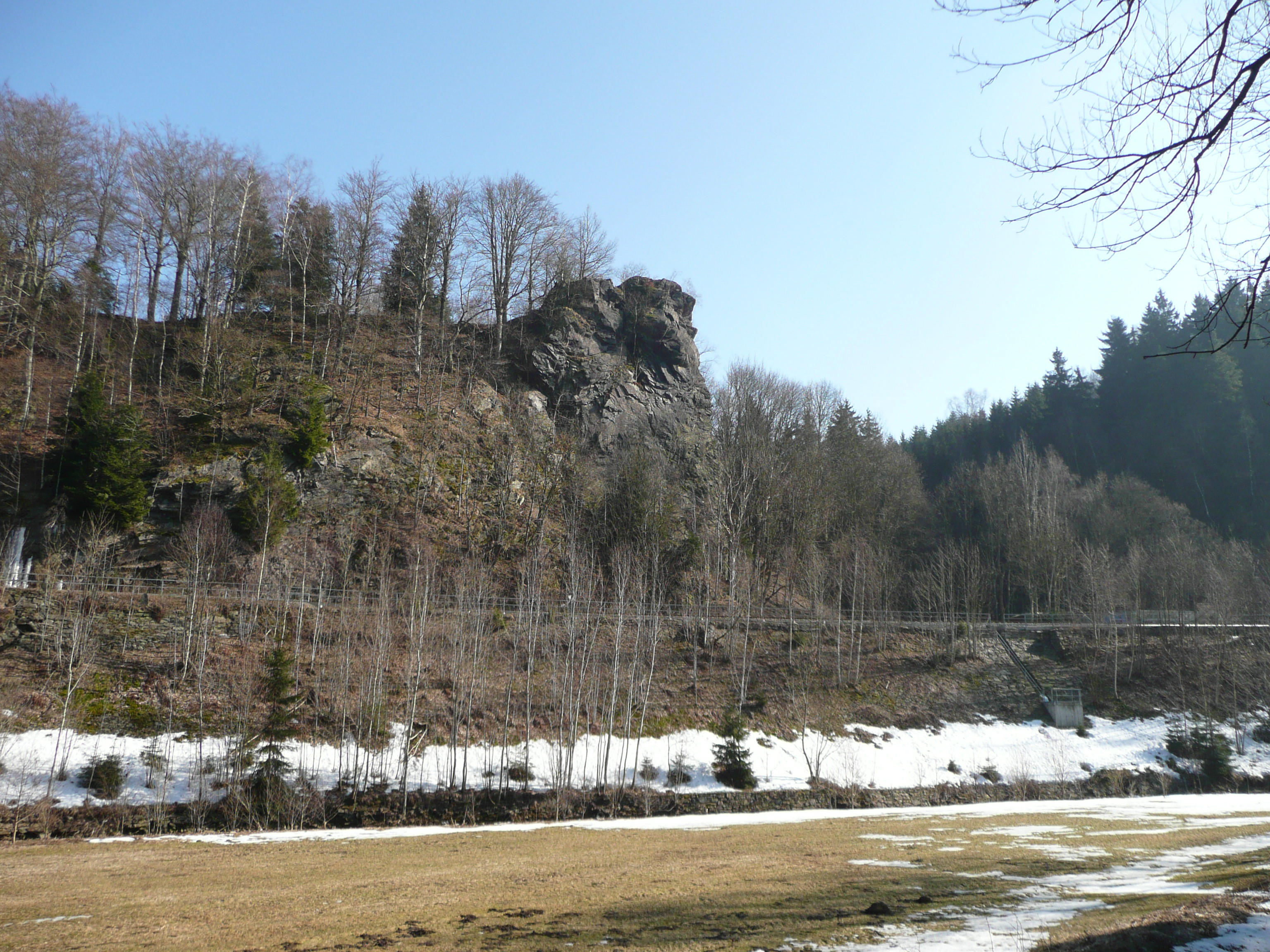
Löwenkopffelsen im Tal der Schwarzen Pockau – einst Standort der Burg Nidberg
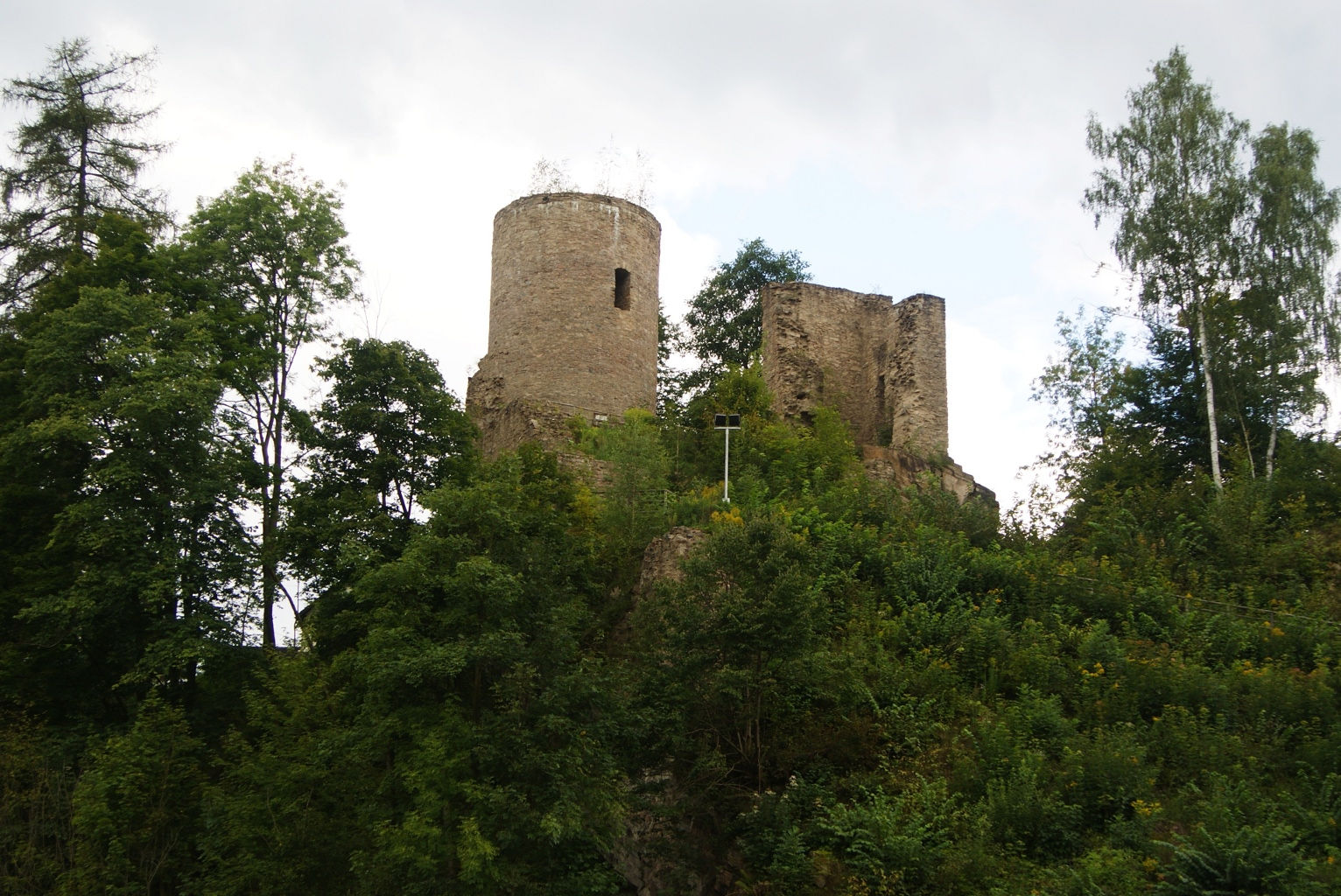
Burg Lauterstein
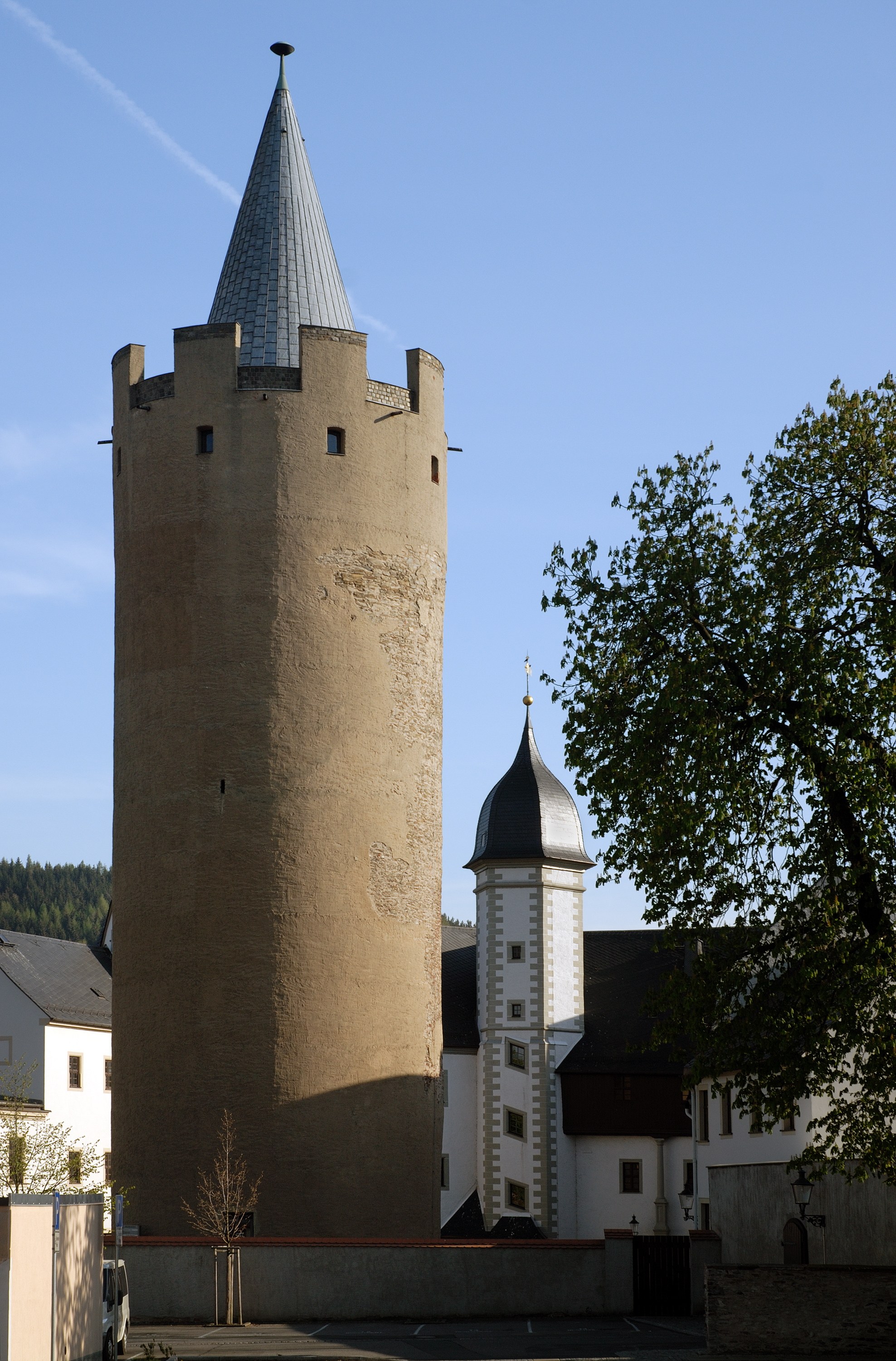
Bergfried der Burg Zschopau

### Ausbreitung und Persönlichkeiten

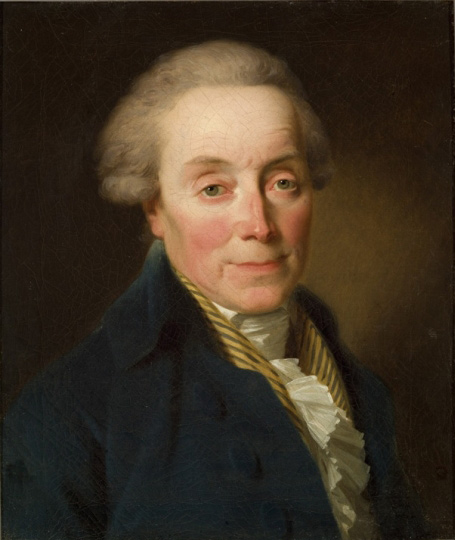
Friedrich Wilhelm von Erdmannsdorff (1736–1800)

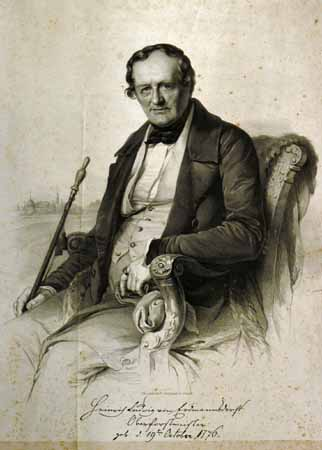
Heinrich Ludwig von Erdmannsdorf (1776–1853)

Johann von Erdmannsdorff wird 1272 in einer Urkunde des Klosters Dobrilugk als Zeuge genannt. Menelius von Erdmannsdorff nahm 1451 am Landtag von Grimma teil. Er hatte tapfer gegen die Hussiten gekämpft und wurde zum Ritter geschlagen.
Hans Ernst Dietrich von Erdmannsdorff (1655–1720) auf Böhlen, Ebersdorf, Steinbach, Kössern und Neukirchen und ein Nachkomme des Stammvaters Asmus in der 5. Generation und Sohn von Hans Dietrich von Erdmannsdorff und dessen Frau Margaretha Katharina von Lohma aus dem Haus Köckritz, wurde königlich polnischer und kurfürstlich sächsischer Hausmarschall und Kammerherr. Er heiratete Wilhelmine Katherine von Cornberg (1662–1722) und starb 1720 in Dresden. Von seinen Söhnen war der jüngere Ernst Ferdinand von Erdmannsdorff (1690–1746) der Vater des bedeutenden Architekten und Architekturtheoretikers Friedrich Wilhelm von Erdmannsdorff (1736–1800) in der Zeit der Aufklärung. Johann Friedrich von Erdmannsdorff (1688–1763), der älteste Sohn und Erbe von Hans Ernst Dietrich, auf Rennersdorf, Elbersdorf, Strauch, Hirschfeld, Neukirchen und Steinbach, war königlich polnischer und kursächsischer Hofjägermeister und Geheimrat. Aus seiner 1727 geschlossenen Ehe mit Anna Sophie Gräfin von Hoym (1708–1769) ging Sohn Karl Friedrich hervor.
Karl Friedrich von Erdmannsdorff (1739–1777) auf Strauch und Zschorna starb als kursächsischer Kammerherr. Er war zweimal verheiratet, in erster Ehe seit 1765 mit Charlotte Sophie von der Sahla (1740–1768) und in zweiter Ehe ab 1769 mit Erdmuthe Magdalena von der Sahla (1750–1836). Die erste Ehe blieb kinderlos, aus der zweiten kamen vier Söhne und eine Tochter. Erdmuthe Marianne von Erdmannsdorff (1775–1832), die einzige Tochter, ehelichte 1798 Christian Reinhard Graf von Wallwitz auf Schweikershain und Gepülzig, der 1835 als königlich sächsischer Kammerherr und geheimer Finanzrat verstarb.
Der älteste Sohn Friedrich August von Erdmannsdorff (* 1772) wurde königlich preußischer Regierungspräsident zu Liegnitz in Schlesien. Er heiratete Louise Edle von Rappard (1781–1841), Dame des Louisenordens, und hinterließ drei Töchter und einen Sohn. Der Sohn Gustav Adolf von Erdmannsdorff (1807–1880) starb als preußischer Major. Er diente zuletzt im 26. Infanterie-Regiment. Aus seiner 1837 geschlossenen Ehe mit Emma von Reichenbach gingen zwei Söhne und sieben Töchter hervor. Sein Enkel Jacob von Erdmannsdorff (* 1879), der Sohn von Gustav Adolf Maximilian und dessen Frau Susanne Christmann, erhielt durch Wilhelm II., König von Preußen und Deutscher Kaiser, am 24. Juli 1889 an Bord der Yacht Hohenzollern eine preußische Adelslegitimation.
Alexander Ferdinand (1774–1845), auf Hohenahlsdorf bei Jüterbog, der dritte Sohn von Karl Friedrich, wurde königlich sächsischer Oberforst- und Wildmeister. Dessen Sohn Julius Bernhard Richard von Erdmannsdorff auf Deutsch-Paulsdorf, Weißig und Zahmen in der Oberlausitz, war königlich preußischer Kammerherr und Kreisdeputierter des Landkreises Görlitz. Seine 1830 geschlossene Ehe mit Therese Gräfin von der Schulenburg (1806–1876) blieb kinderlos. Julius Bernhard Richards Schwester Therese Emma von Erdmannsdorff (1807–1848) heiratete 1831 in morganatischer Ehe den Prinzen Georg von Anhalt-Dessau. Sie wurde noch am Tag ihrer Hochzeit (4. Oktober 1831) von Herzog Leopold von Anhalt-Dessau in den Grafenstand erhoben und war die Stammmutter der späteren Grafen und Gräfinnen von Reina (siehe unten).
Heinrich Ludwig von Erdmannsdorf (1776–1853), der vierte Sohn von Karl Friedrich, wurde königlich sächsischer Kammerjunker, Oberforst- und Wildmeister. Als gewählter Rittergutsbesitzer des Meißnischen Kreises gehörte er von 1833 bis 1840 der I. Kammer des Sächsischen Landtags an. Heinrich Ludwig heiratete 1802 Helene Auguste von Houwald (1784–1836), mit der er elf Kinder hatte. 1849 musste er sein Rittergut Zschorna verkaufen. Tochter Cora von Erdmannsdorff (1806–1881) wurde Stifterin des Magdalenenasyls „Talitha kumi“. Das Schloss Schönfeld hat der Sohn Heinrich Otto von Erdmannsdorf übernommen. Heinrich Otto (1815–1888) wurde, als königlich sächsischer Kammerherr, von König Friedrich August II. von Sachsen 1845 zum Abgeordneten der I. Kammer des Sächsischen Landtags auf Lebenszeit ernannt. Anfang 1882 verkaufte er Schloss Schönfeld an Maximilian Dathe von Burgk. Er und seine Frau Emma von Nostitz-Wallwitz, sie heirateten 1840, ließen sich endgültig in Dresden nieder. Das Paar hatte fünf Kinder. Heinrich Gustav von Erdmannsdorff (* 1852), der älteste Sohn, heiratete 1887 Gertrud von Schönberg. Er war königlich sächsischer Amtshauptmann und Rittmeister im 2. Ulanen-Regiment Nr. 18. Am 10. August 1904 erhielt er unter der Nummer 143 eine Eintragung in das königlich sächsische Adelsbuch. Sein Sohn Gottfried von Erdmannsdorff (1893–1946) wurde 1946 als Generalmajor in sowjetischer Kriegsgefangenschaft hingerichtet. Hans Heinrich von Erdmannsdorff (* 1858), der zweitälteste Sohn von Heinrich Otto und Bruder von Heinrich Gustav, erhielt am 10. August 1904 eine Eintragung in das königlich sächsische Adelsbuch unter der Nummer 144. Dessen Sohn Otto von Erdmannsdorff (1888–1978), aus seiner Ehe mit Johanna Charlotte Emma von Schönberg, wurde Beamter im Auswärtigen Amt.

### Besitzungen
Der Stammsitz zu Erdmannsdorf im Erzgebirge war noch bis zum Jahre 1484 im Familienbesitz. 1360 erscheinen die von Erdmannsdorff auch als zu Dorfchemnitz, Friedebach und Voigtsdorf in Sachsen besitzlich. In Städteln waren sie ab 1450, in Stolpen 1482, in Güldengossa ab 1473, in Gaschwitz ab 1490, in Lobenz 1435, in Großdeuben ab 1600 und in Kössern (Rittergut Kössern) sowie Böhlen bei Leipzig 1655 begütert. Während des 18. Jahrhunderts waren Elbersdorf (1720), Steinbach (1723), Neukirchen (1746), Strauch, Kirschfeld bei Meißen und Rennersdorf (alle ab 1763) im Besitz bzw. Teilbesitz der Familie. Mitte des 19. Jahrhunderts waren Angehörige der Familie im Königreich Sachsen zu Schönfeld bei Hayn, Linz mit Ponickau, Zschorna und Cunsdorf bei Reichenbach begütert.
Im Königreich Preußen standen den Erdmannsdorff in der Oberlausitz 1832 Reichwalde, Jahmen und Weissig, 1847 Boxberg und 1855 Paulsdorff zu. In der Provinz Brandenburg war 1810 Gut Hohenahlsdorf bei Jüterbog im Familienbesitz derer von Erdmannsdorff.

### Graf und Gräfin von Reina
Therese Emma von Erdmannsdorff (1807–1848), die Tochter von Alexander Ferdinand von Erdmannsdorff, heiratete am 4. Oktober 1831 in Dresden in morganatischer Ehe den Prinzen Georg von Anhalt-Dessau (1796–1865). Noch am Hochzeitstag wurde Therese Emma zur Gräfin von Reina erhoben. Sie hatten sieben Kinder, drei Söhne und vier Töchter, die den Titel Gräfin bzw. Graf von Reina führten.
Gräfin Helene von Reina (1835–1860), die zweitälteste Tochter des Paares, heiratete 1855 in morganatischer Ehe den Fürsten Friedrich Günther von Schwarzburg-Rudolstadt (1793–1867). Vor der Hochzeit wurde Helene von Wilhelm von Anhalt-Dessau, dem Bruder ihres Vaters, adoptiert und führte somit den Titel Prinzessin von Anhalt. Ihr Sohn Sizzo von Schwarzburg Prinz von Leutenberg, ab 1896 Prinz von Schwarzburg-Rudolstadt, ab 1910 Prinz zu Schwarzburg (1860–1926) wurde zum Nachfolger des letzten regierenden Fürsten Günther Victor von Schwarzburg-Rudolstadt bestimmt. Er konnte aufgrund der 1918 ausbrechenden Novemberrevolution nicht mehr als Regent von Schwarzburg-Rudolstadt wirken.

## Wappen

### Familienwappen
Das Wappen ist von Gold und Rot gespalten. Auf dem Helm mit rot-goldenen Helmdecken ein offener, rechts roter und links goldener Flug.

### Wappengeschichte
Bei Johann Siebmachers Wappenbuch. Tafel 159 (1605) ist der Schild der Länge nach geteilt, rechts golden, links rot, ohne Bild. Auf dem Helm steht ein offener Adlersflug, dessen rechter Flügel rot, der linke golden ist. Nach Valentin König Genealogischer Adelskalender, von 1729, ist das Wappen der Erdmannsdorff von Rot und Gold geteilt, der rechte Flügel ist golden und der linke rot tingiert. Die Helmdecken sind rechts mit Gold, links mit Rot erhöht und mit anderen Farben vertieft. Ledebur Adelslexikon der preußischen Monarchie, (1856) übernimmt die Blasonierung von Siebmacher, ebenso Ernst Heinrich Kneschke in seinen Werken.
Das bereits 1839 publizierte Neue preussische Adelslexicon des Leopold Freiherr von Zedlitz-Neukirch teilt den Schild der Länge nach von Schwarz und Rot und färbt den rechten Flügel rot und den linken schwarz. Abdrücke von Petschaften aus der Familie bestätigen zum Teil die Angaben von König, Siebmacher und Zedlitz-Neukirch. Im Wappenbuch der königlichen, großherzoglichen und herzoglichen Sächsischen Staaten. (1848) von Tyroff ist der linke Flügel unrichtig silbern tingiert.

## Bekannte Familienmitglieder
- Friedrich Wilhelm von Erdmannsdorff (1736–1800), deutscher Architekt und Architekturtheoretiker
- Friedrich von Erdmannsdorff (1772–1827), preußischer Verwaltungsjurist und Regierungspräsident in Liegnitz (1823–1827)
- Alexander Ferdinand von Erdmannsdorf (1774–1845), deutscher Forstbeamter und Rittergutsbesitzer
- Heinrich Ludwig von Erdmannsdorf (1776–1853), deutscher Forstbeamter und Politiker
- Heinrich Otto von Erdmannsdorf (1815–1888), deutscher Rittergutsbesitzer und konservativer Politiker
- Otto von Erdmannsdorff (1888–1978), Beamter im Auswärtigen Dienst
- Werner von Erdmannsdorff (1891–1945), deutscher General der Infanterie
- Gottfried von Erdmannsdorff (1893–1946), deutscher Generalmajor
- Carlheinrich von Erdmannsdorff (1923–2002), Brigadegeneral der Bundeswehr